# Памятник Ингушскому конному полку «Дикой Дивизии»
Памятник Ингушскому конному полку Кавказской Туземной конной дивизии («Дикой дивизии») — памятник, расположенный на территории Мемориала Памяти и Славы, в городе Назрань Республики Ингушетия. Посвящён Ингушскому конному полку — входившему в состав легендарной Кавказской Туземной конной дивизии, кавалерийскому формированию Российской Императорской армии. Открыт 9 июня 2012 года.
Это первый установленный в России памятник посвящённый «Дикой дивизии».

## Описание
Памятник представляет собой композицию из трёх всадников. Во главе атакующей конной группы изображён офицер Ингушского конного полка, вслед за ним два всадника — Георгиевские кавалеры. .
Памятник символизирует дух братства, отвагу и храбрость всадников «Дикой дивизии», в частности Ингушского конного полка. Здесь уместно вспомнить особенно интересный героический эпизод из Первой мировой войны, когда Ингушский конный полк, поддержанный на фланге сотней Черкесского конного полка, одержал блестящую победу над превосходящими силами германцев в ожесточенном бою 15 июля 1916 года у галицийской д. Езержаны. В результате этого боя были полностью разбиты и перестали существовать считавшиеся отборными частями роты 46-й и 58-й германских пехотных полков. 
На памятнике имеются мемориальные доски.
На одной из них воспроизведен подлинный текст поздравительной телеграммы командира Ингушского конного полка полковника Г. А. Мерчуле. Текст был опубликован в газете «Терские ведомости» № 158 от 21 июля 1916 г., стр.2. Рубрика «Местные хроники». Оригинальное название заметки «Подвиг ингушей».  
Я и офицеры Ингушского конного полка горды и счастливы довести до сведения Вашего Превосходительства и просим передать доблестному ингушскому народу о лихой конной атаке 15 июля сего года. Как горный обвал обрушились ингуши на германцев и смяли их в грозной битве, усеяв поле сражения телами убитых врагов, взяв много пленных, тяжелые орудия и массу военной добычи. Славные всадники ингуши встретят ныне праздник Байрам радостно, вспоминая день своего геройского подвига, который навсегда останется в летописях народа, выславшего своих лучших сынов на защиту общей Родины. Полковник Г. А. Мерчуле. 1916 год. Июль.